# Charles Coquelin
Charles Coquelin (født 25. november 1803, død 12. august 1852) var en fransk økonomisk forfatter. Coquelin levede fra 1832 i Paris som uafhængig videnskabsmand og som medarbejder i tidsskrifter og blade, hvor hans fortrinlig skrevne artikler, navnlig om økonomiske spørgsmål, snart henledte opmærksomheden på ham. Hans hovedværk er: Du crédit et des banques (1848), der endnu har værd. Coquelin redigerede den i sin tid uovertrufne Dictionnaire de l’Économie politique (2 bind, 1852-53).